# Ленина (Верхнехотемльский сельсовет)
Ле́нина — хутор в Фатежском районе Курской области России. Входит в состав Верхнехотемльского сельсовета.

## География
Хутор находится у ручья Верхний Хотемль (левый приток Усожи в бассейне Свапы), в 102 км от российско-украинской границы, в 39 км к северо-западу от Курска, в 6,5 км к югу от районного центра — города Фатеж, в 2,5 км от центра сельсовета — деревни Верхний Хотемль.
Климат
Хутор Ленина, как и весь район, расположен в поясе умеренно континентального климата с тёплым летом и относительно тёплой зимой (Dfb в классификации Кёппена).
Часовой пояс
Хутор Ленина, как и вся Курская область, находится в часовой зоне МСК (московское время). Смещение применяемого времени относительно UTC составляет +3:00.

## Население
| 1979 | 2002 | 2010 |
| ---- | ---- | ---- |
| 35   | ↘19  | ↘6   |

## Инфраструктура
Личное подсобное хозяйство. В хуторе 10 домов.

## Транспорт
Ленина находится в 2 км от автодороги федерального значения М2 «Крым» (Москва — Тула — Орёл — Курск — Белгород — граница с Украиной) как часть европейского маршрута E105, в 7,5 км от автодороги регионального значения 38К-038 (Фатеж — Дмитриев), в 29 км от автодороги 38К-018 (Курск — Поныри), в 3 км от автодороги 38К-039 (Фатеж — 38К-018), в 2 км от автодороги межмуниципального значения 38Н-224 (М-2 «Крым» — Миролюбово), в 34,5 км от ближайшего ж/д остановочного пункта 521 км (линия Орёл — Курск).
В 160 км от аэропорта имени В. Г. Шухова (недалеко от Белгорода).